# Louise Ulrike af Preussen
Louise Ulrike af Preussen (svensk: Lovisa Ulrika; født 24. juli 1720, død 18. juli 1782) var en preussisk prinsesse, der var dronning af Sverige fra 1751 til 1771. 
Hun var datter af kong Frederik Vilhelm 1. af Preussen og Sophie Dorothea af Hannover. Hun var søster til Frederik den Store. Efter broderens ønske giftede hun sig den 29. august 1744 med Adolf Frederik af Slesvig-Holsten-Gottorp, som blev svensk konge i 1751.
Hun gav ham fire børn:
- Gustav III, konge af Sverige
- Karl XIII/II, konge af Sverige og Norge
- Fredrik Adolf, hertug af Östergötland
- Sofia Albertine, prinsesse af Sverige

## Eksterne links
- Wikimedia Commons har flere filer relateret til Louise Ulrike af Preussen